# Đurići (Sanski Most)
Đurići (szerbül: Ђурићи) kihalt szerb falu Bosznia-Hercegovinában, a Bosznia-hercegovinai Föderáció Una-Szanai kantonjában, Sanski Most községben.

## Fekvése
Bosznia-Hercegovina északnyugati részén, Bihácstól légvonalban 43, közúton 59 km-re keletre, Sanski Mosttól légvonalban 20, közúton 24 km-re nyugatra fekvő dombos, erdős területen, a Kamenica-patak völgyében fekszik.

## Népessége
| Nemzetiségi csoport | Népesség 1991 | Népesség 2013 |
| ------------------- | ------------- | ------------- |
| Szerb               | 91            | 0             |
| Bosnyák             | 0             | 0             |
| Horvát              | 0             | 0             |
| Jugoszláv           | 0             | 0             |
| Egyéb               | 5             | 0             |
| Összesen            | 96            | 0             |

## Története
A török hódoltság idején itt is állt egy őrtorony, amely egy bég tulajdonában volt, aki a környező földek birtokosa volt. Ma már nyoma sincs, mert Lazo Karić házat épített az alapjaira. A falu muszlim lakossága a Palanka-Lušći muszlim gyülekezethez tartozott.